# Evernia prunastri
Evernia prunastri позната и као храстова маховина, је врста лишајa. Може се наћи у многим планинским умереним шумама широм Северне хемисфере, укључујући делове Француске, Португала, Шпаније, Северне Америке и великог дела централне Европе. Првенствено расте на деблу и гранама храстових стабала, али се обично налази и на коре других листопадних стабала и четинара, попут јеле и бора. Талуси су грмљасти и кратки, најчешће расту у грмљима и имају облик јелењих рогова. Боја варира од зелене до зеленкасто-беле када је сува, а тамно маслинасто-жуте-зелене боје када је влажна. Текстура талуса је груба када је сува, а гумена када је влажна. Дуго се користи у модерној производњи парфема.

## Комерцијална употреба
Комерцијално се бере у земљама Јужне и Средње Европе и обично се извози у Француску, где се његова мирисна једињења извлаче и користе у индустрији. Ове сировине се често користе као фиксати парфема и формирају основне ноте многих мириса. Лишај има изражен и сложен мирис и може се описати као дрвенаст, оштар и помало сладак. 